# عزیزالله اعزاز نیک‌پی
عزیزالله خان اعزاز الدوله نیک‌پی (۱۲۷۶–۱۳۵۶ اروپا) از مالکان بزرگ اصفهان، وزیر و استاندار دوره پهلوی، سناتور و نماینده مجلس شورای ملی بود.
فرزند میرزا احمدخان نیک‌پی ملقب به مفخم‌الملک و داماد مسعود میرزا ظل‌السلطان ذكور ارشد ناصرالدین شاه بود. در کالج آمریکایی تهران درس خواند  و از سال ۱۲۹۷ در اصفهان ساکن شد. در ۱۲۹۸ به استخدام وزارت مالیه در آمد و به مشاغلی همچون ریاست ضرابخانه، ریاست تشریفات وزارت مالیه و بازرس مالیه جنوب رسید. به مدت ده سال نیز رئیس شورای بلدیه (انجمن شهر) اصفهان بود.
نیک‌پی از سال ۱۳۱۹  تا ۱۳۲۲ استاندار کرمانشاه بود. در سال ۱۳۲۲ در انتخابات دوره چهاردهم مجلس شورای ملی نامزد نمایندگی اصفهان شد اما نفر چهارم شد (اصفهان سه نماینده داشت) و نتوانست به مجلس راه یابد. سپس در انتخابات انجمن ولایتی اصفهان، به عضویت این انجمن انتخاب شد.
نیک‌پی برای دومین بار در سال ۱۳۲۵ به مدت چند ماه استاندار کرمانشاهان و سپس در کابینه قوام‌السلطنه معاون نخست‌وزیر و وزیر پست و تلگراف شد. در ۲۸ آذر آن سال برای شرکت در انتخابات مجلس شورای ملی از وزارت پست و تلگراف و معاونت نخست‌وزیری استعفا داد، هرچند استعفایش در واقع روی کاغذ بود و عملاً به هر دو کار ادامه داد. سمت منشی مخصوص نخست‌وزیر را نیز اسما داشت. این بار در انتخابات موفق شد و در تابستان ۱۳۲۶ به نمایندگی از اصفهان به مجلس رفت (دوره پانزدهم).
در مجلس  مظفر بقائی و حسین مکی به اعتبارنامه نیک‌پی اعتراض و او را متهم کردند که با سوءاستفاده از موقعیت خود در دولت و اعمال نفوذ مقام‌های محلی توانسته است رأی بیاورد. اما مجلس سرانجام به اعتبارنامه‌اش رأی داد. نیک‌پی پس از پایان دوره نمایندگی‌اش از سیاست کنار رفت و به رسیدگی املاکش در اصفهان پرداخت. او علاوه بر املاک، سهامدار یکی از کارخانه‌های ریسندگی اصفهان نیز بود. در سال ۱۳۵۰ با کمک پسرش غلامرضا نیک‌پی شهردار وقت تهران، سناتور اصفهان شد (دوره ششم).
نیک‌پی از همسرش ترکان خانم، دختر ظل‌السلطان دارای سه پسر شد و پس از درگذشت او همسری اتریشی گرفت. از او نیز دارای یک پسر و یک دختر شد که هنگام مرگش خردسال بودند. نیک‌پی خاطرات خود را در کتابی به نام تقدیر نوشته‌است.